# 무사카
무사카(moussaka)는 그리스, 레반트, 발칸반도, 이집트, 튀르키예에서 먹는 전통 채소 요리이다. 지역에 따라 여러 가지 형태가 있으나, 주로 가지나 감자를 기반으로 만드는 음식이며, 대개 다진 고기가 들어가지만 채식 버전도 존재한다. 1920년대에 그리스 요리사 니콜라오스 첼레멘데스가 만든 버전이 유명하며, 이 버전이 그리스의 국민 음식이기도 하다.

## 이름
- 그리스: 무사카스(그리스어: μουσακάς)
- 레반트·아라비아: 무삭까아(아랍어: مسقعة)
- 루마니아: 무사카(루마니아어: musaca)
- 발칸: 무사카(마케도니아어·불가리아어·세르비아어: мусака, 보스니아어·슬로베니아어·알바니아어·크로아티아어: musaka)
- 이집트: 메사아(이집트 아랍어: مسقعة)
- 튀르키예: 무사카(튀르키예어: musakka)

"무사카"라는 이름은 영어를 거쳐 한국어에 들어왔다. 영어 "무사카(moussaka)"는 그리스어 "무사카스(μουσακάς)"를 빌려온 것이며, 이는 아랍어 "무삭까아(مسقعة)"가 튀르키예어 "무사카(musakka)"를 거쳐 들어온 말이다.
어원이 되는 말인 아랍어 "무삭까아(مسقعة)"는 "무삭까아(مصقعة)"의 왜곡이며, 일부 지역에서는 후자의 철자가 유지되고 있기도 하다. "아주 차갑다"는 뜻의 "삭까아(صقع)"에 분사·명사 형태를 만드는 "무-(م)"가 결합된 말로서, "차가운 것"을 가리킨다. 많은 지역에서 차게 먹는 음식이어서 이런 이름이 붙었다.
레반트 지역에서는 채식 무사카를 마그무르(مغمور)로 부르기도 하며, 이라크에서는 무사카와 비슷한 음식을 팁시(تبسي)라 부른다.

## 지역별 무사카

### 그리스
그리스식 무사카스(μουσακάς)는 채소, 고기와 베샤멜 기반 화이트 소스를 켜를 지어 안쳐 구운 음식이다. 1920년대에 그리스 요리사 니콜라오스 첼레멘데스가 만든 버전이 전통적인 그리스식 무사카 조리법으로 여겨진다. 맨 아랫층에는 채소가 오는데, 가지, 감자, 주키니호박이 쓰이며, 주로 기름에 지지거나 튀기지만 올리브유를 뿌려 오븐에 구워 쓰기도 한다. 채소 위에는 다진 양고기나 쇠고기를 양파, 마늘 등 향신채, 백리향 등 허브, 계핏가루, 육두구가루, 후추 등 향신료, 토마토 페이스트와 함께 볶은 것을 올린다. 맨 윗층에는 베샤멜 소스에 파르미자노 치즈를 갈아 넣고 달걀 노른자를 넣어 섞은 화이트 소스를 올린다. 채소 층, 고기 층, 소스 층을 각각 조리한 다음 베이킹 그릇에 차례로 쌓아 오븐에서 구워 내며, 보통 따뜻하게 먹는다.

### 다른 남유럽
몬테네그로, 보스니아 헤르체고비나, 북마케도니아, 불가리아, 세르비아, 슬로베니아, 알바니아, 코소보, 크로아티아 등 발칸반도 국가에서 만들어지는 무사카(мусака, musaka)는 그리스식과 마찬가지로 채소 층, 고기 층, 소스 층이 있지만 채소 층이 감자이다. 얇게 썬 감자를 익히지 않고 올리브유, 소금 등에 버무려서 베이킹 그릇 바닥에 깔고, 그 위에 양파, 파프리카가루 등과 볶은 다진 쇠고기 또는 돼지고기 층을 올린다. 감자 층과 고기 층을 두세 번 반복해 쌓는데, 맨 위에도 감자 층이 올라가며, 마지막에는 달걀에 우유나 요구르트, 사워크림 등을 섞은 화이트 소스를 부어 오븐에서 구워 낸다.
루마니아에서 먹는 무사카(musaca) 또한 주로 감자로 만드는데, 생감자가 아니라 삶은 감자나 으깬 감자 또는 그리스식처럼 기름에 지지거나 튀긴 감자를 쓴다는 점이 발칸식과 다르다. 고기 층은 주로 다진 돼지고기를 양파, 마늘, 당근, 파프리카가루, 후춧가루, 백리향 등과 함께 볶다가 토마토 소스를 넣고 졸인 것을 쓴다. 마지막에 파슬리 등 허브를 넣어 섞는다. 맨 위에는 달걀에 사워크림 섞은 것을 올리고, 치즈를 뿌린다.

### 아랍 세계
레반트 지역에서는 무삭까아(مسقعة)가 카포나타와 비슷한 방식으로 만들어진다. 올리브유에 양파, 마늘, 토마토와 토마토 페이스트 등을 볶다가 물을 부어 끓인 소스를 기름에 튀긴 가지에 부어 내는, 채식 무사카를 마그무르(مغمور)로 부르기도 한다. 레바논과 시리아에서는 병아리콩을 넣기도 한다. 차거나 따뜻하게 먹는다.
이라크에서는 무사카와 비슷한 음식을 팁시(تبسي)라 부른다. 토마토 페이스트를 볶다가 육수를 붓고 파슬리 등을 넣어 만든 소스를 볶은 양파, 튀긴 감자, 토마토, 튀긴 가지 등에 부은 다음 오븐에 구워 내는 음식이다.
이집트에서는 기름에 튀긴 가지를 볶은 양파, 마늘, 피망, 등과 소금, 후추, 파프리카가루나 고춧가루 등을 넣어 마든 토마토 소스에 담가 졸인 다음 오븐에 구워 내는 음식이다. 따뜻하게 먹기도 하지만 흔히 차게 먹는다.

### 튀르키예
튀르키예의 무사카(musakka)는 켜를 지어 오븐에 굽지 않는다. 기름에 튀기거나 지진 가지에 다진 쇠고기나 양고기, 양파, 마늘, 토마토, 고추 등과 토마토 페이스트를 넣어 만든 토마토 소스를 얹어 내는 음식이며, 필라브, 자즈크와 함께 먹는다. 가지 대신 주키니호박, 당근, 감자 등으로 만들기도 한다.

## 사진

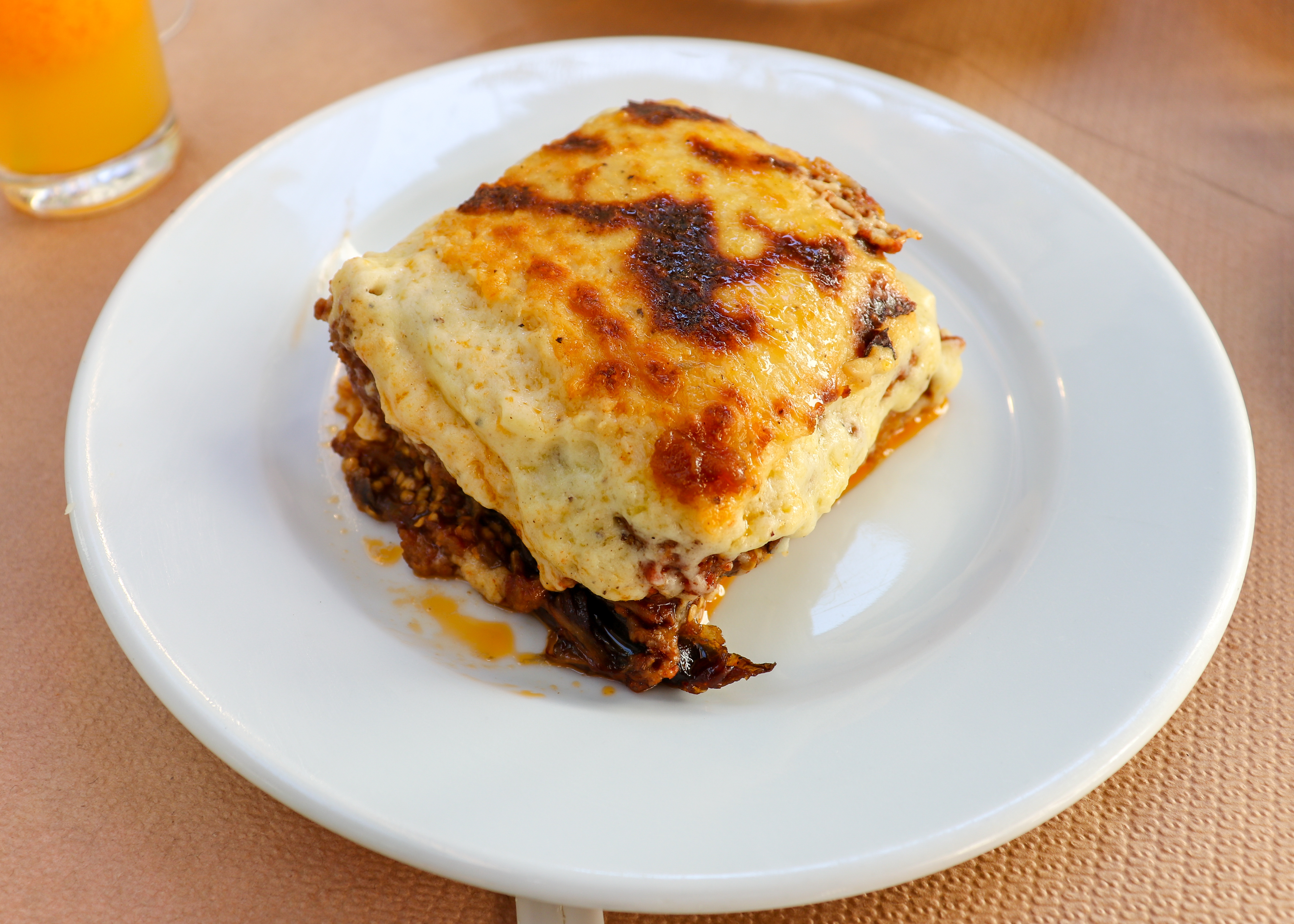
그리스식 무사카스
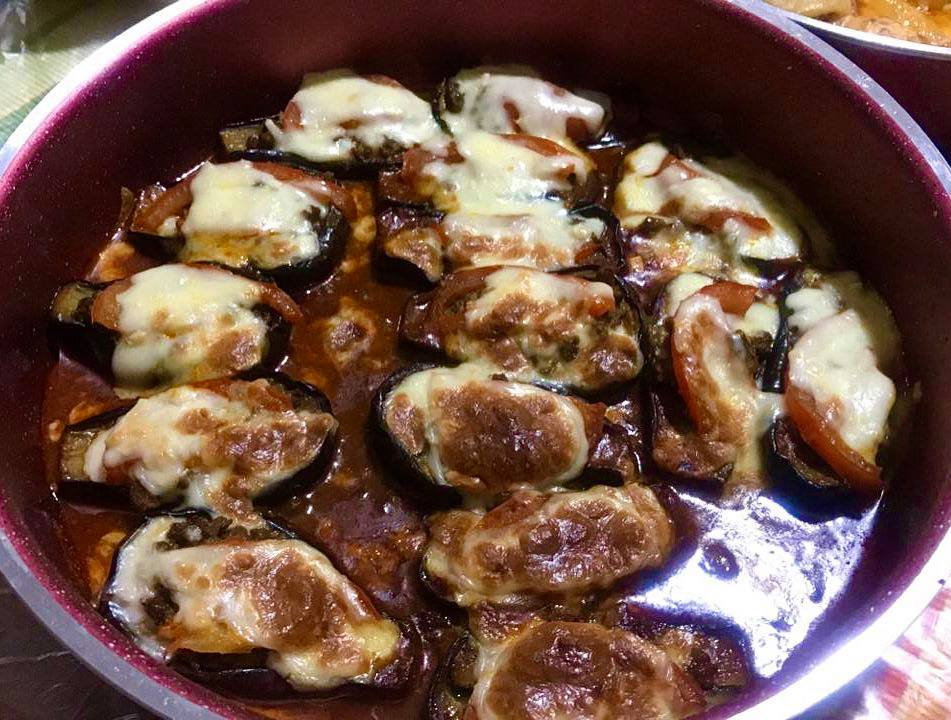
레반트식 무삭까아
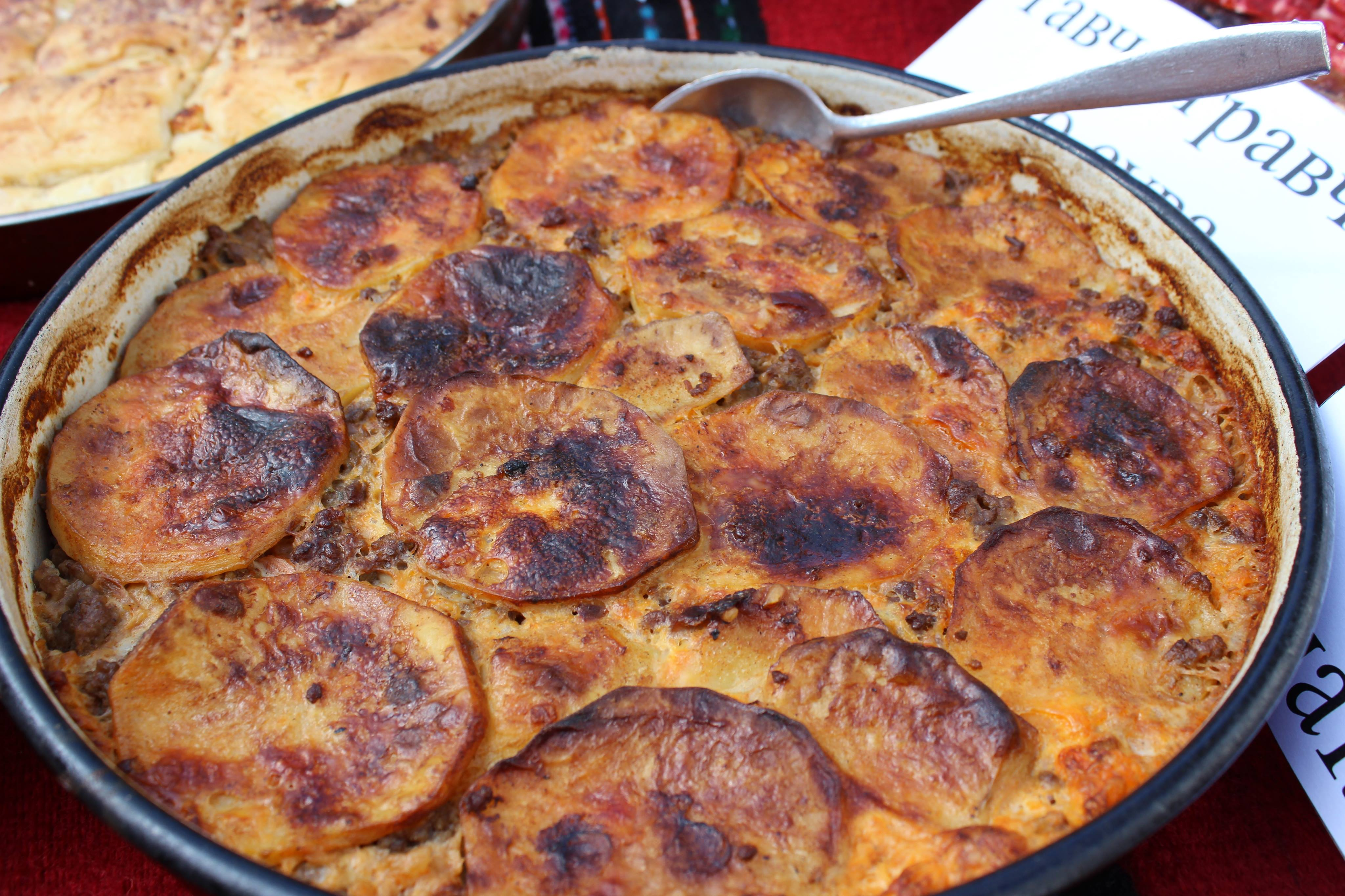
발칸식 무사카
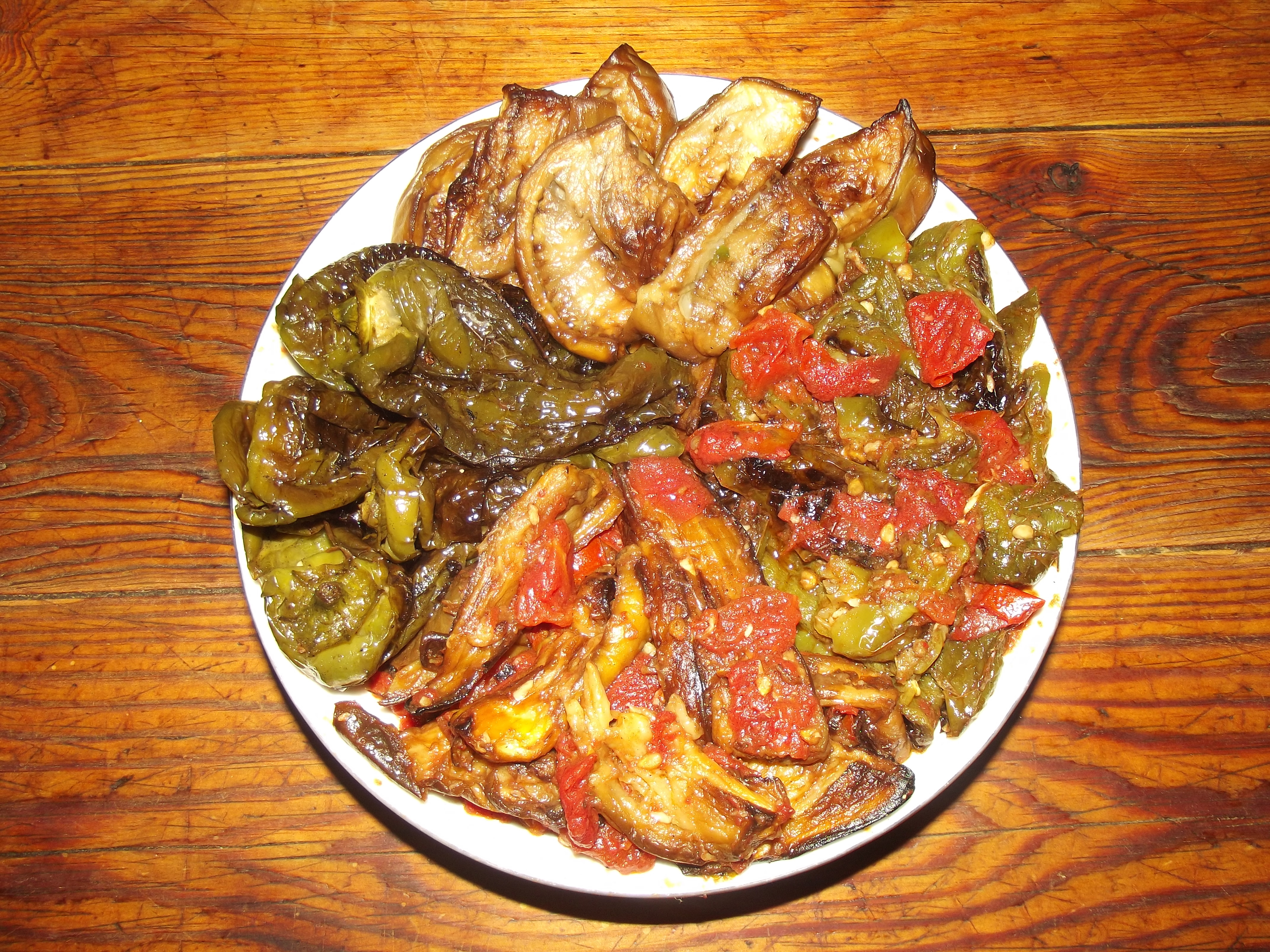
이집트식 메사아
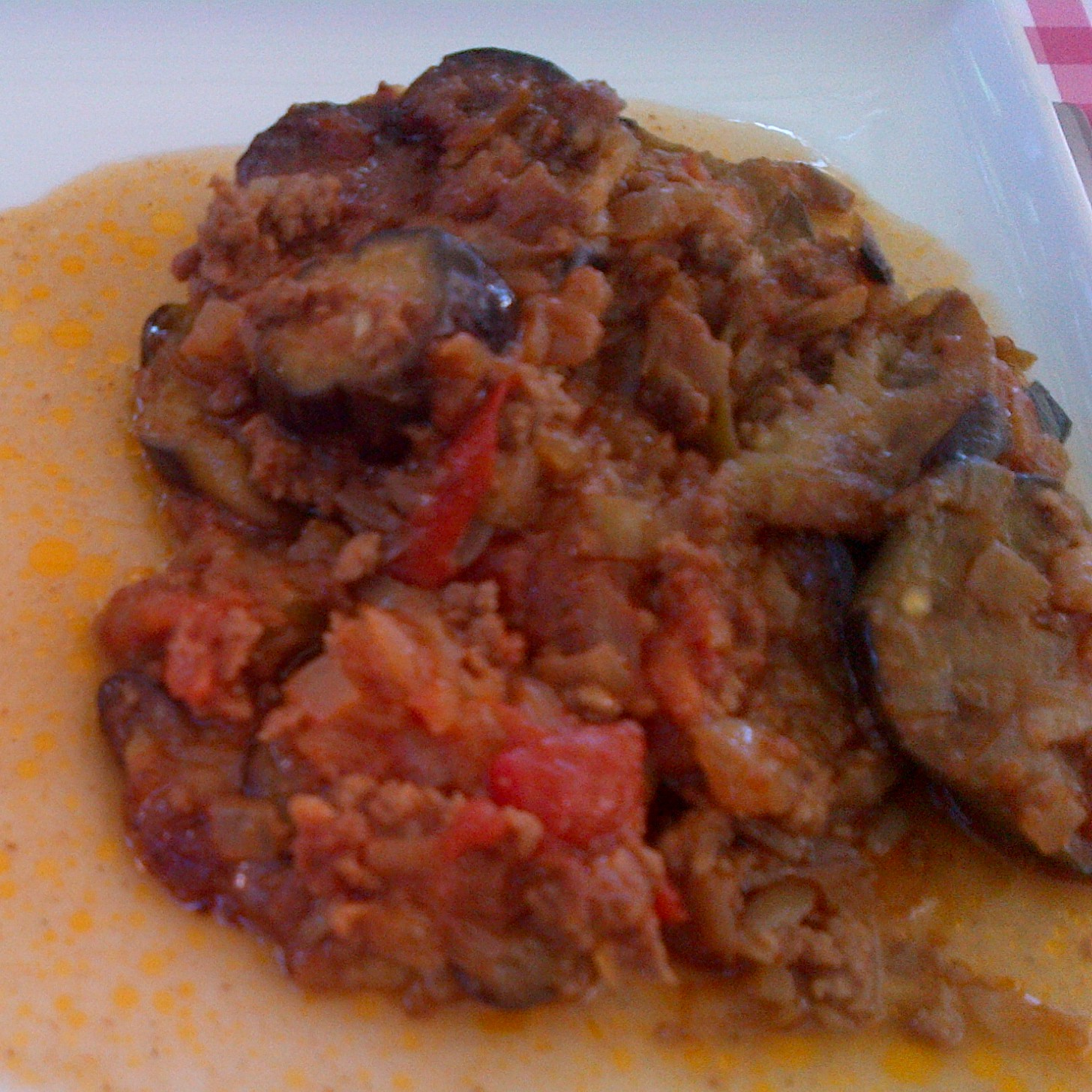
튀르키예식 무사카

## 같이 보기
- 라타투유
- 카포나타